# Paraleptastacus triseta
Paraleptastacus triseta is een eenoogkreeftjessoort uit de familie van de Leptastacidae. De wetenschappelijke naam van de soort is voor het eerst geldig gepubliceerd in 1954 door Noodt.